# Princesa Zelda
La princesa Zelda (ゼルダ Zeruda) es un personaje de la serie de videojuegos The Legend of Zelda de Nintendo. Ella fue creada por Shigeru Miyamoto para el juego original de 1986 The Legend of Zelda. Como uno de los personajes centrales de la serie, ha aparecido en la mayoría de los juegos en varias encarnaciones. Zelda es la princesa hyliana con apariencia de elfo del reino de Hyrule, asociada del protagonista de la serie Link y portadora de la Trifuerza de la Sabiduría.
El papel de Zelda ha sido a menudo el de una damisela en apuros o donante que ayuda a Link. En muchos juegos, es capturada por el antagonista Ganon, lo que obliga a Link a acudir en su rescate. En varios juegos, es una de las Sabias cuyo heroísmo es esencial para derrotar a Ganon; en otros, como  Ocarina of Time y The Wind Waker, adopta personajes alternativos para asumir un papel más activo en la historia. En Skyward Sword, se la establece como la reencarnación mortal de la diosa Hylia, lo que le da a sus encarnaciones una variedad de poderes mágicos. En el próximo título, Echoes of Wisdom, aparece como la protagonista jugable.
Zelda ha sido descrita como una de las princesas más reconocibles en los videojuegos. Ha aparecido en productos de marca, cómics y manga, y en una serie de televisión animada. Además de la serie The Legend of Zelda, ha aparecido como personaje jugable en varios juegos derivados y otras series de juegos, incluidos Hyrule Warriors, Cadence of Hyrule y Hyrule Warriors: Age of Calamity. También aparece como personaje jugable en la serie Super Smash Bros. Los críticos han respondido positivamente a su desarrollo como un personaje femenino fuerte y la han catalogado como uno de los mejores personajes femeninos de videojuegos de todos los tiempos.
De acuerdo a Shigeru Miyamoto, el creador, el nombre del personaje proviene de Zelda Sayre Fitzgerald, la prometida y a su vez heroína del escritor F. Scott Fitzgerald.

## Apariciones en la saga The Legend of Zelda
De manera similar a Link, Zelda es la hija del rey de Hyrule, sin embargo casi nunca se menciona a su difunta madre, la reina de Hyrule. Teniendo múltiples encarnaciones a través de la serie, generalmente tiene una edad cercana a la del héroe. A menudo es una niña, pero ha aparecido como joven adulta en tres ocasiones: en Ocarina of Time (en las partes del juego que se desarrollan en el futuro), en The Adventure of Link y en Twilight Princess.
Zelda no tiene la misma apariencia siempre una señorita,adolescente o niña delgada y de cabello de color claro rubio o café oscuro ojos azul zafiro (dependiendo de la reencarnación). Suele llevar vestidos de seda fina blancos, rosado,lavandas o morado a menudo con el emblema de la familia real de Hyrule bordado. Suele utilizar también accesorios como zarcillos y brazaletes.
Asociada habitualmente a la diosa Nayru y a la Trifuerza de la Sabiduría, Zelda suele mostrarse como una joven sensata y juiciosa. Debido a que es la encarnación de una diosa, posee algunos poderes mágicos innatos, tales como la telepatía o las premoniciones. A su máxima capacidad, Zelda puede invocar poderosos hechizos y crear o deshacer barreras y sellos.
En algunos títulos como The Legend of Zelda: Ocarina of Time y The Legend of Zelda: The Wind Waker, su identidad está oculta hasta que la historia avanza.
Una costumbre de los diseñadores de The Legend of Zelda es que la primera vez que aparece el personaje en un juego, lo hace estando de espaldas, para posteriormente girarse a cámara lenta hacia el jugador.
La pieza musical representativa de la princesa Zelda es la Nana de Zelda (Zelda's Lullaby), compuesta por Koji Kondo y que suena habitualmente cuando entra en escena.

### The Legend of Zelda
Es el primer videojuego de la serie, lanzado en la consola NES en febrero de 1986 en Japón y en junio del mismo año en América. La historia cuenta que la princesa Zelda es secuestrada por el malvado Ganon, que la oculta en su guarida en la Montaña de la Muerte. Antes de que la secuestraran, rompió la Trifuerza de la Sabiduría en ocho pedazos y las dispersó a varias zonas de Hyrule para evitar que el malvado se hiciera con ellas. La niñera de Zelda, llamada Impa, sale en busca de alguien que pueda ayudar a la princesa, tal y como cuentan las leyendas. En el camino encuentra a un muchacho llamado Link que decide aceptar la misión y comienza la búsqueda de la Trifuerza para rescatar a la princesa. Este juego surgió de la idea de Shigeru Miyamoto sobre su niñez, en las que él soñaba con que viajaba a otros mundos destruyendo monstruos. Gracias a esto otorgó el estilo de aventuras en los videojuegos en los que el jugador tomaba un papel importante en un desenlace y un final, llegando a ser según muchos jugadores el mejor juego de la historia  Archivado el 28 de diciembre de 2007 en Wayback Machine..

### Zelda II: The Adventure of Link
Una antigua princesa llamada Zelda es hija del rey de reino Hyrule es víctima de un hechizo lanzado por un malvado hechicero que trabajaba para su hermano el príncipe y que la hace caer en un sueño eterno. Arrepentido de lo que había pasado con su hermana el príncipe ordena que, en su memoria, todas las primogénitas de la Familia Real de Hyrule fueran llamadas Zelda en memoria del evento. En este juego para la consola NES, un joven héroe llamado Link (mismo que el del primer juego excepto que mayor) debe despertar a la princesa durmiente de su letargo y evitar que Ganon vuelva a la vida.

### The Legend of Zelda: A Link to the Past
En esta entrega de la serie, un malvado hechicero llamado Aghanim, controlado por Ganon, ha asesinado al rey de Hyrule. Link y su tío, pertenecientes a una familia que se encarga de proteger a la familia real, van al castillo para intentar salvar a la hija del rey, Zelda. Link logra escapar con ella, pero su tío es gravemente herido en el intento muriendo minutos después. Con este punto de partida, el joven comienza una aventura en donde se le encomienda la labor de superar la prueba de las tres diosas: Din, Nayru y Farore. Zelda se esconde en un templo, pero finalmente es secuestrada por el villano, junto con otras seis doncellas. Las siete muchachas capturadas son las descendientes de los siete sabios de Hyrule que el hechicero quiere utilizar para devolver a Ganon a la vida. El joven héroe debe rescatar a Zelda y a las otras seis doncellas para evitar que el mal se apodere del mundo.

### The Legend of Zelda: Ocarina of Time
Esta entrega de la serie lanzada para Nintendo 64 se desarrolla en dos periodos de tiempo distintos, separados entre sí por siete años. Así las cosas, en él aparecen dos versiones de la misma Zelda: una que aún es una niña y otra ya adulta.
En este juego, la joven tiene una serie de pesadillas que la hacen desconfiar de Ganondorf, un gerudo que jura lealtad a su padre el rey. En sus sueños ve a un joven que, con la Espada Maestra, logra liberar a Hyrule de la amenaza de ese hombre y guía a Link para que consiga las Piedras Espirituales necesarias para obtenerla.
Sin embargo, el villano se adelanta a sus planes y, mientras Link cae en un sueño de siete años, él posa sus manos sobre la Trifuerza, cumpliendo la leyenda y quedándose solo con el fragmento del poder, La primera vez que Link ve a Zelda niña es después de terminar la mazmorra del Gran Árbol Deku, Ella se muestra muy dulce y le cuenta sus sueños proféticos a Link, Al reunir Link las 3 piedras espirituales va a ver a la princesa Zelda, pero antes de entrar a la ciudadela Hyrule, ve a la princesa huyendo de Ganondorf junto a su niñera Impa en un caballo blanco. Adopta la identidad de una joven sheikah llamada Sheik para pasar desapercibida en un mundo ahora gobernado por el malvado Ganondorf.
Disfrazada como Sheik, ayudará a Link durante su aventura, enseñándole canciones antiguas que el héroe necesitará tocar con su ocarina para poder cumplir su misión.
Zelda, además, es quien le entrega a Link el tesoro de la Familia Real: la Ocarina del Tiempo, un instrumento musical con poderes místicos con el que, al final del juego, Link es capaz de regresar a su época original para recuperar el tiempo perdido.

### The Legend of Zelda: Majora's Mask
Este juego está ubicado cronológicamente meses después de The Legend of Zelda: Ocarina of Time. En él se narra la aventura de Link en la tierra de Términa tras marcharse de Hyrule en busca de su hada Navi.
Zelda tan solo aparece en una breve escena mediante analepsis en la que se observa cómo se despide del héroe al partir de viaje, entregándole la Ocarina del Tiempo y enseñándole la Canción del Tiempo.

### The Legend of Zelda: The Wind Waker
En este juego lanzado para la consola Nintendo GameCube y relanzado para Wii U, Link se encuentra con una joven capitana pirata llamada Tetra que acepta ayudarle a rescatar a su hermana, secuestrada por un pájaro gigante. Esta muchacha resulta ser la última descendiente de la Familia Real del antiguo reino de Hyrule y la portadora de la Trifuerza de la Sabiduría.
Al no haber nacido en el seno de la Familia Real, no recibió el nombre de Zelda. Sin embargo, a partir de determinado momento, llega a vestir con sus ropas y muchos personajes (como el espíritu del rey o el villano Ganondorf la llaman por ese nombre.

### The Legend of Zelda: Link's Awakening
Mientras navegaba en medio de una tormenta el barco de Link naufraga y llega a una extraña isla que resulta ser producto de los sueños de un pez gigante que Link debe despertar...
En este juego Zelda no aparece directamente, solo se menciona que Marin, la chica que encontró a Link después de naufragar, tiene un gran parecido físico con ella.

### The Legend of Zelda: Oracle of Ages y The Legend of Zelda: Oracle of Seasons
Pareja de juegos para Game Boy Color. 
En Oracle of Ages (Oráculo del Tiempo), Link tendrá que viajar a través del tiempo para poder salvar la tierra de Labrynna. En Oracle of Seasons (Oráculo de las Estaciones), Link llega a Holodrum, donde las estaciones se han desordenado, y se embarcará en una misión en la que, con el poder un místico oráculo, hará que todo vuelva a la normalidad.
En ambas, al acabar una partida conectada (acabando un juego y usando la contraseña en el otro) Zelda aparece al final. La princesa es secuestrada por Koume y Kotake para ser ofrecida como sacrificio para la resurrección de Ganon. Sin embargo el plan de las brujas falla y terminan siendo ellas quienes se sacrifican. Luego de vencer a Ganon, Link y Zelda regresan sanos y salvos con la ayuda del Árbol Maku.

### The Legend of Zelda: The Minish Cap
Aquí Zelda se muestra como una amiga de la infancia de Link, el nieto de un herrero. Al comienzo del juego ella va a buscarle a su casa para que le acompañe a unas fiestas celebradas en el Castillo de Hyrule. Durante el transcurso de las fiestas, Vaati, un maligno espíritu que busca el poder legendario de Hyrule, les ataca. Zelda acaba convertida en una estatua de piedra.
En el transcurso de la historia, Vaati descubre que el poder que quería se encontraba dentro de la princesa Zelda, por lo que inicia un ritual para arrebatárselo y convertirse en el ser más poderoso del mundo. Usando el gorro Minish de los deseos, Zelda pide un deseo con su corazón para hacer que todo regrese a la normalidad.

### The Legend of Zelda: Twilight Princess

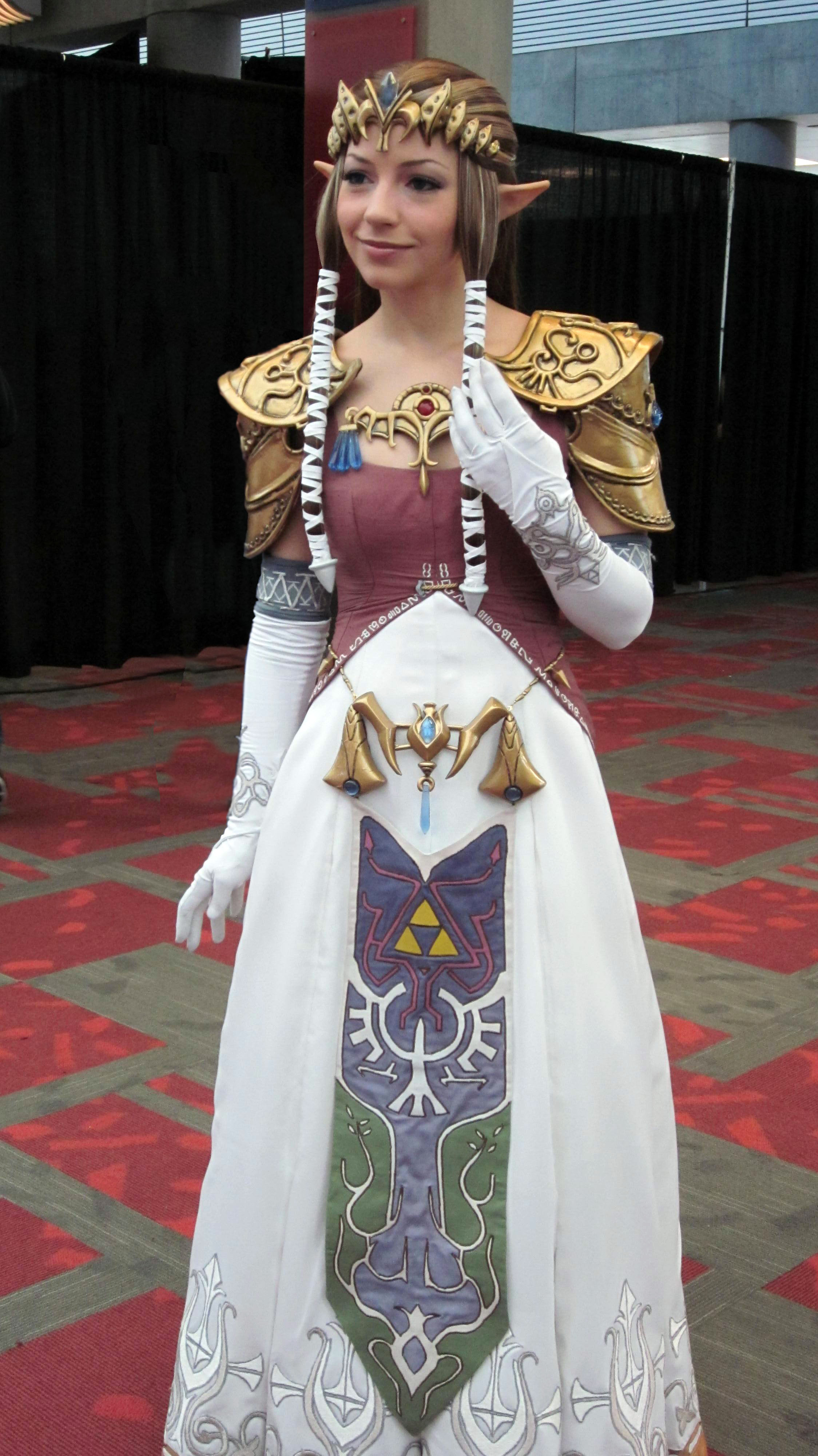
Cosplay de Zelda en su versión de Twilight Princess.

En esta entrega, la princesa se ve forzada a abandonar el trono por miedo a que Zant, el tirano de las sombras proveniente del Crepúsculo (una dimensión paralela a la que se enviaban a los delincuentes de Hyrule a pasar la eternidad), acabara con su gente. Encerrada en lo alto de una torre, es la única hyliana aparte de Link que es consciente de lo que ocurre en el reino. su diseño ha cambiado un poco teniendo el pelo largo de color café oscuro, un vestido morado con una falda blanca, y teniendo botas negras, guantes blancos largos y su corona siendo dorada con una brisma azul.Midna, princesa del Crepúsculo, descubre a Link encadenado con forma lobo, y le ayuda escapar de las mazmorras para llevarlo ante Zelda, que mira impotente por la ventana el oscuro paisaje del Crepúsculo sobre la ciudadela.
Durante el transcurso de la historia, Ganondorf toma el control del cuerpo de la princesa para luchar contra Link. Evitando atacarla directamente, utiliza la magia de Ganondorf para debilitarlo y obligarle a abandonar el cuerpo de Zelda. Tras otra batalla entre Link, Midna y Ganondorf, Zelda recupera el control de su cuerpo. A lomos de Epona, la princesa lanza flechas de luz para aturdir a Ganondorf, consiguiendo así que el héroe lo derribe.
Derrotado finalmente el villano, Midna recupera su forma original. Link y Zelda la acompañan al Desierto Gerudo, lugar en el que se encuentra el Espejo del Crepúsculo, el único vínculo entre Hyrule y el Reino del Crepúsculo. Tras una triste despedida, Midna destruye el espejo para que ambos mundos nunca vuelvan a encontrarse.

### The Legend of Zelda: Phantom Hourglass
El juego es una secuela directa de "Wind Waker", en la que volveremos a ver a Link como un niño y podremos navegar de nuevo en barco, surcar los mares y buscar tesoros.
En esta entrega de la serie para la consola Nintendo DS, Link, Tetra y su banda de piratas salen en busca de nuevas tierras en las que refundar el reino de Hyrule. Al pasar por una espesa niebla encuentran un barco fantasma del cual se cuenta que tiene una gran maldición. Tetra se dispone a explorarlo, pero se pierde en el barco. Con este punto de partida, Link tendrá que descubrir qué ha ocurrido con Tetra.
En este juego Tetra reivindica continuamente que su nombre no es Zelda (a pesar de ser su descendiente directa) y deja claro que no le gusta que la llamen así.

### The Legend of Zelda: Spirit Tracks
El 6 de noviembre de 2009 Nintendo reveló un nuevo juego de la serie para Nintendo DS en el que la Princesa Zelda, en forma espectral, ayuda directamente a Link durante toda su aventura.
En este juego, la princesa es víctima de una conspiración tramada por el ministro del reino, Makivelo, que separa su alma de su cuerpo para resucitar a Mallard, un demonio de la antigüedad.
Link y el alma de Zelda deberán recuperar el cuerpo de la princesa para evitar que el villano cumpla sus planes.

### The Legend of Zelda: Skyward Sword

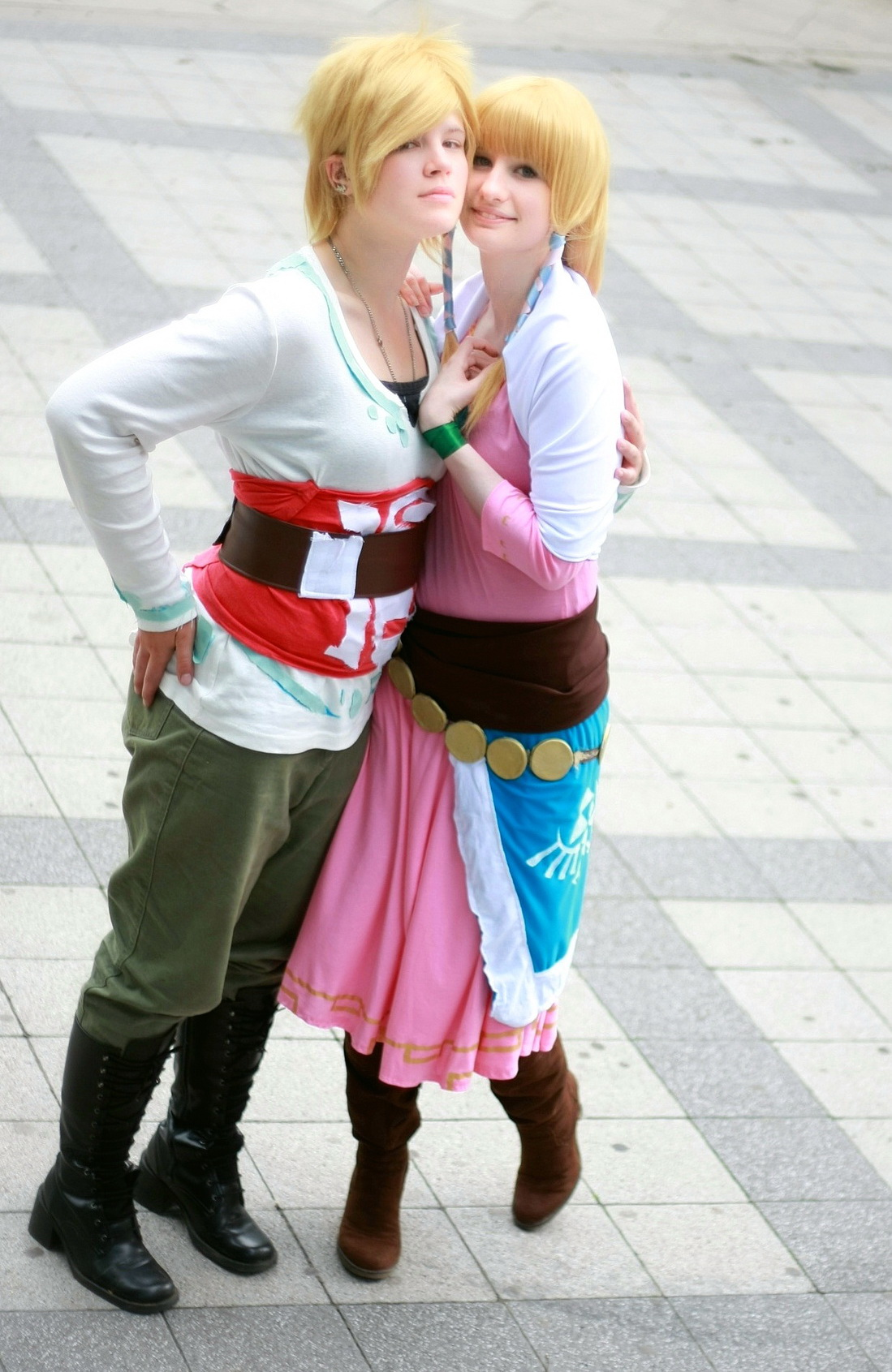
Cosplay de Link y Zelda en sus versiones de Skyward Sword.

En este juego lanzado para la consola Wii, Zelda no es una princesa, sino una amiga de la infancia de Link. Ambos viven en Neburia, una gran isla que flota en el cielo por encima de un inmenso mar de nubes.
En este lugar existe la leyenda de que, bajo las nubes, existe un mundo en el que una diosa llamada Hylia combatió al rey de los demonios muchos años atrás.
Durante el transcurso de la historia, Zelda cae a las tierras que hay bajo las nubes y descubre, con ayuda de Impa, que ella es la encarnación mortal de la diosa, que renunció a su condición divina para poder utilizar la Trifuerza contra el mal.
La joven entonces observa que el rey de los demonios, el Heraldo de la Muerte, está a punto liberarse, por lo que decide viajar al pasado y quedarse en el Templo del Presidio durante miles de años dentro de una gran piedra de ámbar para reforzar el sello que aprisiona al maligno hasta la llegada del héroe, que ha bajado desde Neburia en su busca.
Esta Zelda, al final del juego, decide quedarse en las tierras bajo las nubes. Será quien consolide la Familia Real de lo que posteriormente se llamaría Hyrule.

### The Legend of Zelda: A Link Between Worlds

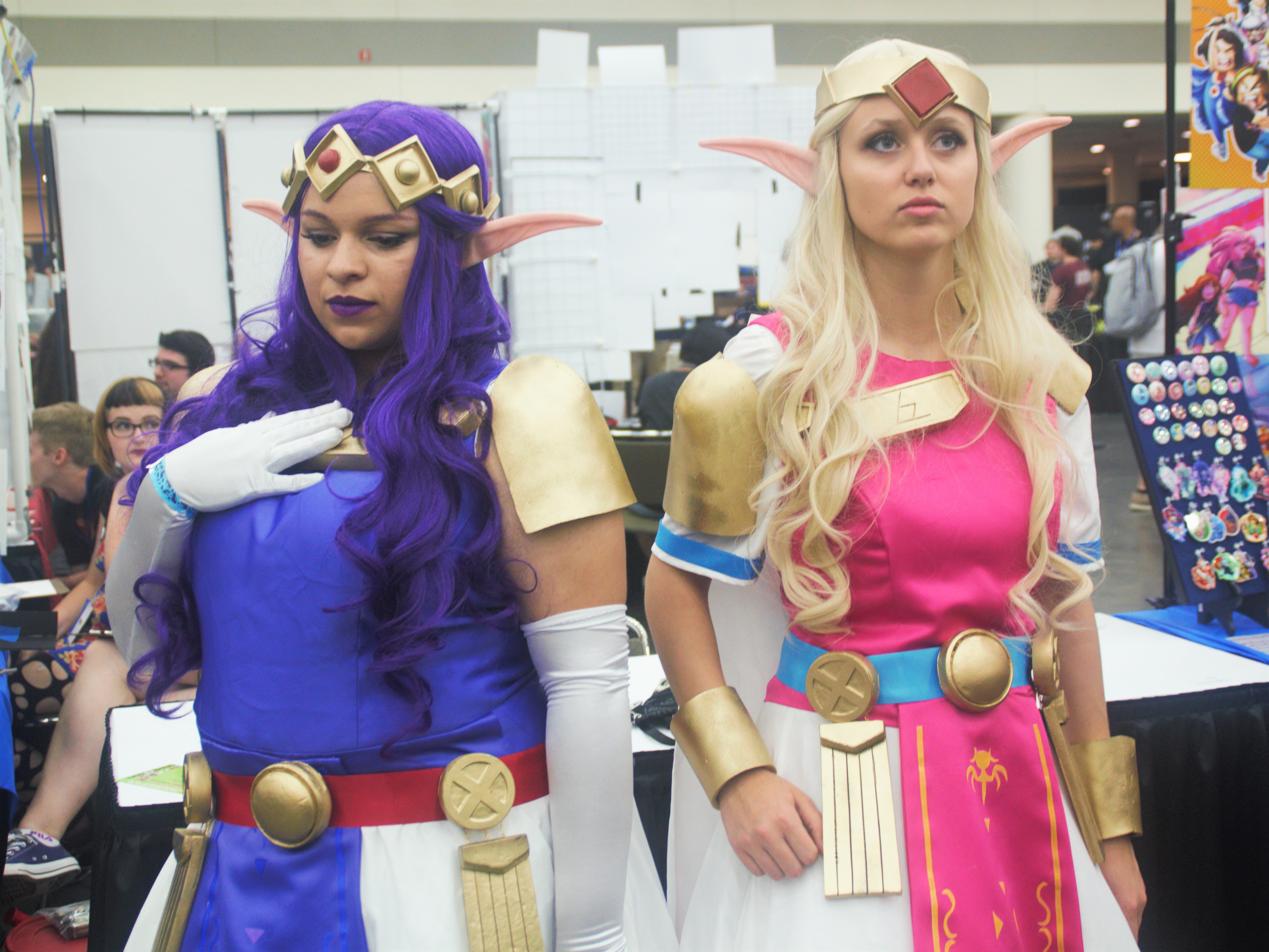
Cosplay de las princesas Hilda y Zelda en su versión de A Link Between Worlds.

En este juego lanzado para la consola Nintendo 3DS,Zelda ayuda a Link a evitar que un reino de una versión paralela a Hyrule llamado Lorule, robe la Trifuerza.
La princesa es aprisionada en un cuadro por Yuga, el consejero de la princesa Hilda de Lorule que quiere obtener los triángulos dorados para devolverle a su reino el esplendor perdido cuando sus ancestros destruyeron su propia Trifuerza para evitar la guerra.
Al final de juego, Zelda toca la Trifuerza completa junto con Link y desea que la Trifuerza de la dimensión de Lorule nunca haya sido destruida, consiguiendo, así, que en ambas dimensiones vuelva a reinar la paz.

### The Legend of Zelda: Breath of the Wild

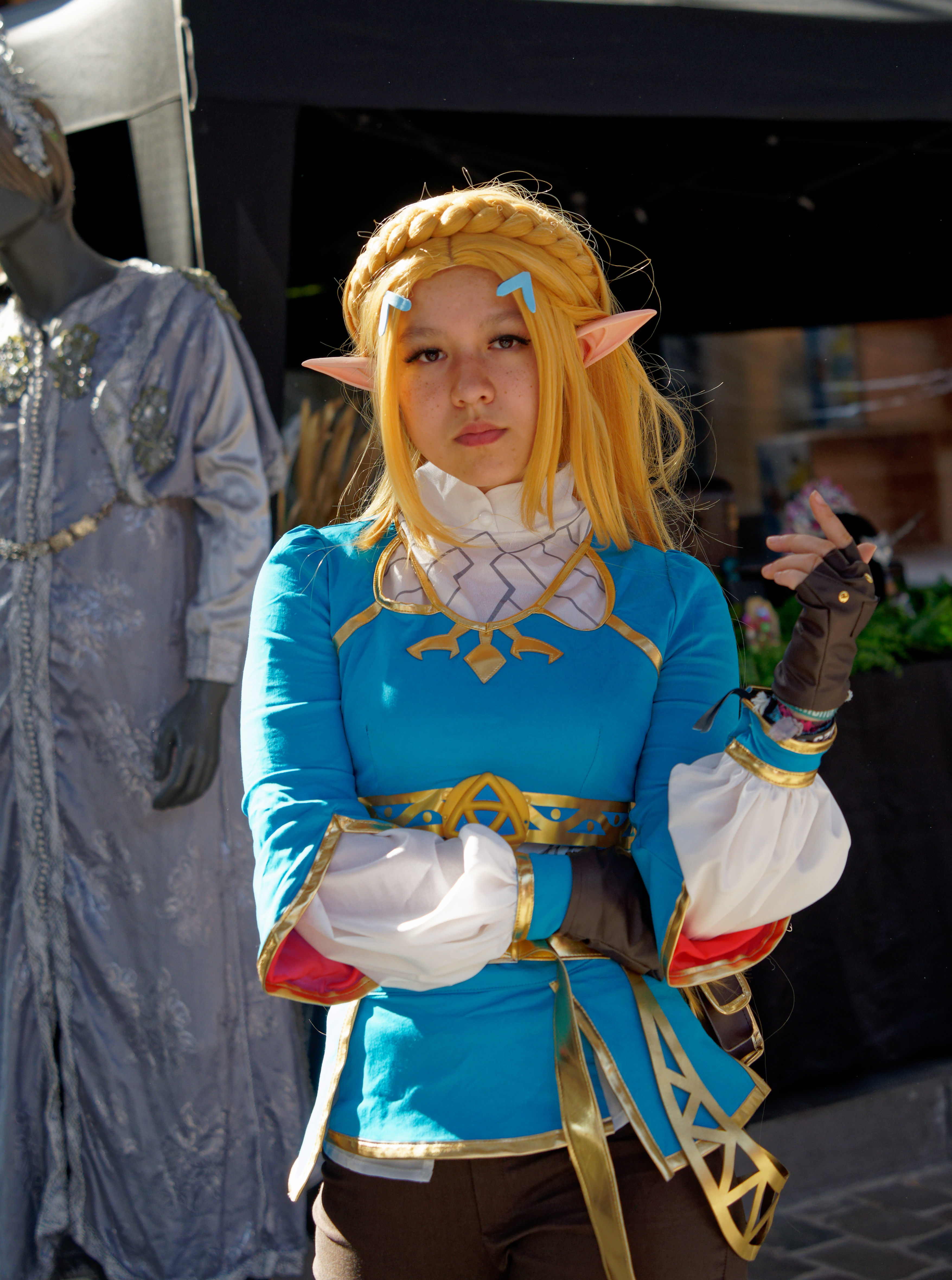
Cosplay de Zelda en su versión de Breath of the Wild.

En este juego lanzado para las consolas Wii U y Nintendo Switch, Zelda es una joven de aproximadamente 16 años de edad, que tras despertar su verdadero poder como la reencarnación de la Diosa Hylia y poseedora de la Trifuerza en su conjunto, sostiene una batalla ininterrumpida por más de 100 años, con Ganon "El Cataclismo", una forma de reencarnación de Ganon pero completamente sin conciencia propia de su ser anterior Ganondorf, un ser de destrucción y fiereza, como una fuerza de la naturaleza. En este juego ella trata de contener a Ganon en una especie de Huevo que está en la sala principal del Castillo de Hyrule, todo mientras Link, su caballero guardia personal, se recupera en la cámara de la resurrección, tras una batalla fallida contra los Guardianes poseídos por Ganon, 100 años atrás. Durante el Juego, Link despierta, a raíz de un llamado telepático hecho por Zelda, donde le clama que inicie su jornada para derrotar a la Calamidad Ganon, con la ayuda de la Tableta Sheikah, como dispositivo guía en la aventura, recuperando sus recuerdos de hace 100 años, para volver a blandir la Espada que desvanece la oscuridad, la Espada Maestra, que tras su derrota, quedó sumamente dañada y fue colocada por Zelda en el pedestal del Bosque perdido, bajo la custodia del Árbol Deku y los Koroks. 
A través de la aventura, Link recupera sus recuerdos perdidos, y en ellos podemos descubrir a una Princesa Zelda insegura de sí misma, agobiada por su papel y obligaciones como princesa de Hyrule, con una presión enorme por parte de su padre el Rey, quien le pide que se esfuerce por despertar sus poderes como Heredera del linaje y la sangre de la Diosa Hylia. Aún desorientada por la pérdida de su madre hace unos años atrás, Zelda busca desesperadamente despertar el poder que se le ha conferido por el destino y que no puede alcanzar a pesar de sus esfuerzos, en esa difícil tarea es que el rey de Hyrule le confiere un Caballero escolta, un joven prodigio, silencioso pero fiel, Link, a quien en una primera impresión, Zelda le rechaza, pues confía que no necesita de dicha protección. Sin embargo, Link, le sigue a todos lados y le protege en momentos de atentados contra su persona. Poco a poco, Zelda fue confiando en su caballero escolta y le fue comprendiendo, hasta el punto en que, de forma sutil, infiere un atisbo de sentimientos hacia él.
En compensación por su falta de habilidad mágica, Zelda es una gran erudita, estudiosa de la naturaleza y de la antigua tecnología Sheikah, recién descubierta, a raíz de una leyenda, donde se cuenta que en el pasado, tanto la princesa como el héroe, junto a los elegidos de los pueblos de Hyrule, con ayuda de dicha tecnología, enfrentaron a "El Cataclismo Ganon" y salvaron Hyrule. Zelda espera descifrar los secretos de la tecnología Sheikah, para emular dicho plan en el caso de que Ganon regrese a causar destrucción, sin embargo, el tiempo que nadie quería llegó. El cataclismo se manifestó y el plan falló. Ganon destruyó parte de Hyrule, y en el momento más indicado cuando la vida de Zelda y Link estaban en peligro, el poder interno de la princesa se manifestó y logró ponerle un paro al avance de las hordas de guardianes y monstruos de Ganon, iniciando la lucha de 100 años con lo que abre el juego.
Al final del juego, un Link, recuperado por su descanso de 100 años y fortalecido con sus recuerdos y la Espada Maestra, decide enfrentar a Ganon, quien se libera del huevo donde permaneció luchando contra Zelda todo este tiempo, a lo cual la princesa por medio de sus poderes telequinéticos, le entrega al Héroe de Hyrule, el arco de la Luz, con el cual debe vencer al Cataclismo, ahora transformado en una bestia gigantesca, conformada por maldad pura y euforia de destrucción. Luego de la épica batalla, Link sale victorioso y Zelda se aparece ante el, agradeciéndole por todo su esfuerzo y preguntándole si la recuerda. Hyrule, devastado por la batalla esta por recuperar su brillo, cuando en una escena final, Zelda le dice a Link, que a pesar de haber perdido sus poderes, aparentemente, se encuentra muy alentada, puesto que tiene mucho por hacer para restaurar las tierras a su total esplendor.

### Hyrule Warriors: Age of Calamity
Este juego es una precuela de Breath of the Wild, la Princesa Zelda se convertirá en uno de varios personajes del jugador. El juego contará la historia de la Gran Calamidad que ocurrió 100 años antes de Breath of the Wild.

### The Legend of Zelda: Tears of the Kingdom
La Princesa Zelda junto a Link exploran un templo subterráneo en el que descubren que se encuentra un cadáver momificado. Zelda cae en el abismo y es rescatada por la piedra secreta del Rey Rauru.

## Apariciones en otras sagas

### Saga Super Smash Bros
Zelda también es un personaje seleccionable en la serie de videojuegos Super Smash Bros. de Nintendo.
Su diseño ha ido cambiando, pasando del modelo de Ocarina of Time al de Twilight Princess o A Link Between Worlds mezclado con A Link to the Past dependiendo de la entrega de la serie e incluye la posibilidad de transformarse en Sheik. A pesar de que este personaje no apareció en Twilight Princess, se utiliza un modelo diseñado con las características artísticas propias de ese juego.en Super Smash Bros. Brawl tiene una amistad con la Princesa Peach.
Sus habilidades vienen de su magia y de la magia que otorgan las Grandes Hadas a Link en Ocarina of Time: Fuego de Din, Viento de Farore y Amor de Nayru. Su Smash Final es la Flecha de Luz, que puede usar incluso siendo Sheik.
En Super Smash Bros. para Nintendo 3DS y Wii U, Zelda y Sheik pasan a ser personajes independientes, y Zelda gana como ataque adicional la habilidad de invocar a un Espectro como los vistos en Phantom Hourglass y Spirit Tracks a pesar de tener su diseño de Twilight Princess.
En Super Smash Bros. Ultimate es desbloqueable Junto a Sheik;También en  su Smash Final cambia y es un sello como Zelda usó en The Legend of Zelda: Breath of the Wild.

### Hyrule Warriors

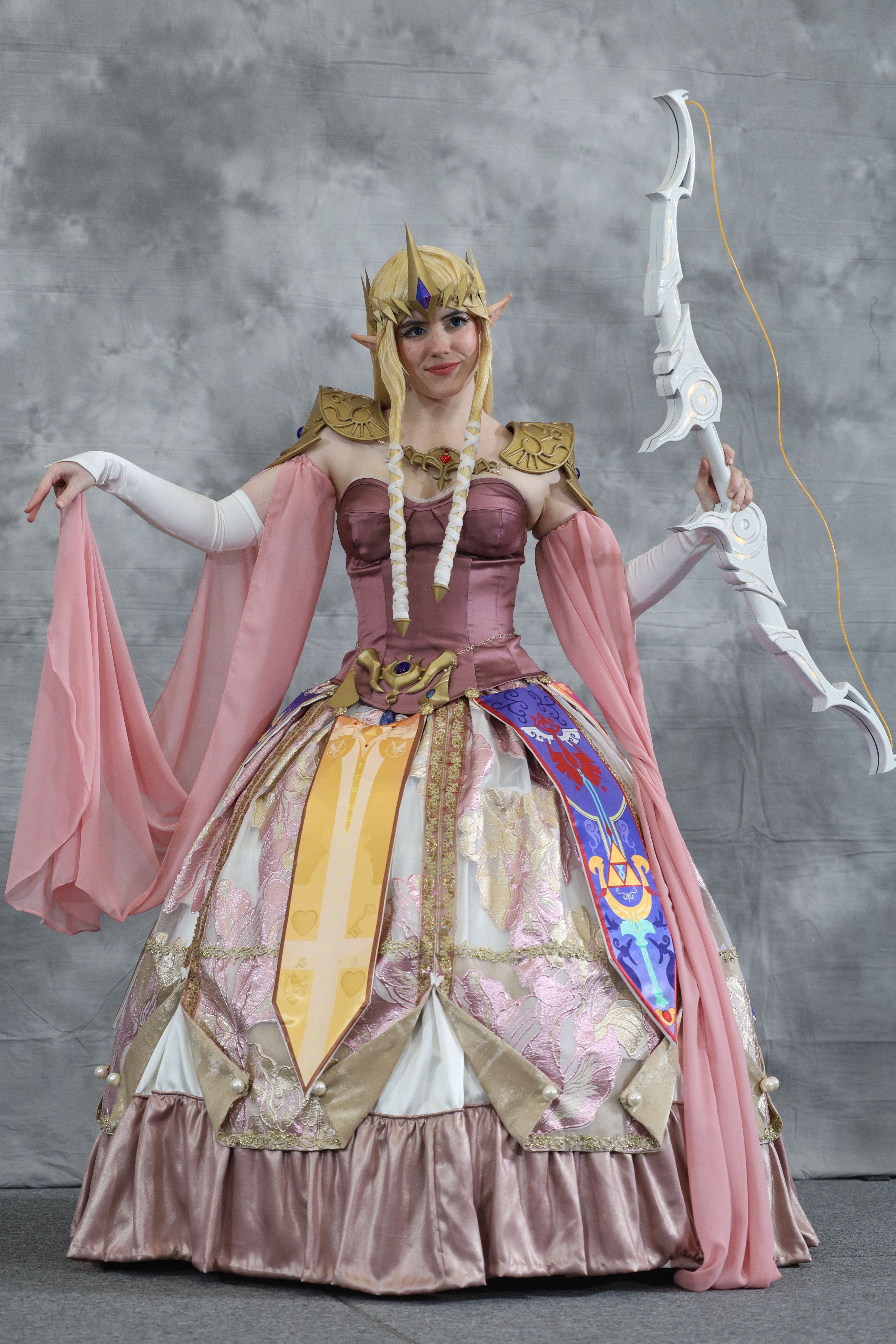
Cosplay de Zelda en su versión de Hyrule Warriors.

Zelda es uno de los personajes jugables en el spin-off Hyrule Warriors desarrollado por Koei y publicado por Nintendo. En este juego su diseño es totalmente diferente a otras encarnaciones, pues utiliza una armadura de combate para encabezar a sus tropas en la guerra. Sus ataques combinan esgrima con magia, moviéndose como si danzara. Cuenta con tres armas seleccionables: un florete, la Batuta de los Vientos y el Cetro del Dominio Zora.

### Juegos no canónicos de Phillips CD-i
A principio de los años noventa, Nintendo cedió los derechos de su franquicia a Philips, empresa que desarrolló tres juegos de la saga de Zelda, para su Consola de videojuegos el "Phillips CD-i", en formato de CD, considerados hoy no canónicos, no solo por no ser desarrollados por Nintendo, sino por la baja calidad de dichos títulos. 
Dos de los tres videojuegos, son protagonizados directamente por la princesa Zelda. Sus títulos son Zelda: Wand of Gamelon y posteriormente Zelda's Adventure. En el tercer juego de CD-i, Link: Faces of Evil, juego lanzado en la misma fecha que el Zelda: Wand of Gamelon, la princesa de Hyrule debe ser rescatada por Link, de las manos de Ganon.

## En otros medios

### Televisión
Un conjunto de La Leyenda de Zelda de dibujos animados salió al aire los viernes de 1989-1990 como parte Super Mario Bros. Super Show de DIC. La serie siguió sin apretar el original de NES Zelda, mezclando ambientes y personajes de ese juego con creaciones originales. Zelda es representada como una mujer guerrera con un temperamento ardiente que usa un atuendo más cómodo y práctico que la Zelda del juego. Además de dirigir el reino a tiempo parcial para su padre, el rey Harkinian, a menudo acompaña a Link en sus aventuras y es bastante hábil con el arco. La serie ejemplifica una relación romántica entre los dos protagonistas. Link siempre le ruega a Zelda un beso; sin embargo, incluso cuando ella acepta consentirlo, nunca ocurre. Son interrumpidos por monstruos, o Spryte (una princesa de hadas enamorada de Link), o cualquier cantidad de circunstancias desafortunadas como algo que enoja tanto a Zelda que ya no quiere besar a Link. Ganon revela directamente que Zelda estaba realmente enamorada de Link en un episodio, y no hay duda de su relación romántica en esta serie. Trece de estos episodios de dibujos animados se produjeron antes de la cancelación de The Super Mario Bros: Super Show. Zelda fue expresada por Cyndy Preston en la serie de televisión. En el programa, llevaba un suéter morado, una camisa azul claro, leggins rosas y botas marrones hasta el muslo.
Una versión ligeramente alterada de esta caricatura de Zelda (con el cabello desordenado y una versión ligeramente más reveladora de la misma ropa) apareció en varios episodios en la segunda temporada de Captain N: The Game Master. En este crossover, Zelda y Link se hacen amigos de Kevin Keene y la princesa Lana mientras intentan restablecer la paz en Hyrule. Estas apariciones funcionan como un seguimiento a la original Zelda de dibujos animados, aunque sólo contiene elementos del juego de Zelda, Zelda II: La aventura de Link.

### Literatura
Con personajes y escenarios de la serie de televisión, este cómic de Valiant Comics tuvo cinco números. Aunque los sentimientos de Zelda por Link son bastante claros, hay otro elemento en juego aquí: su deber con la Trifuerza, que debe venir antes que sus propias necesidades y deseos. Cuando Link es corrompido por la Trifuerza de Poder en una historia, esta Zelda posee brevemente su Trifuerza de Coraje, que no residirá con alguien que usa Poder sin Sabiduría. Este cómic refleja personajes y elementos tanto de The Legend of Zelda como de Zelda II: The Adventure of Link.
Creado como un cómic en serie para la revista Nintendo Power por el aclamado autor de manga Shōtarō Ishinomori, y luego recopilado en forma de novela gráfica, The Legend of Zelda: A Link to the Past cuenta una versión alternativa de los eventos de A Link to the Past. Zelda llama a Link y él debe rescatarla, primero de Agahnim, y luego del encarcelamiento en Turtle Rock in the Dark World. Ella también es instrumental en asaltar el castillo flotante de Ganon y destruirlo. Link y Zelda definitivamente desarrollan una fuerte conexión, pero la relación se presenta como trágica. Al final de la historia, Zelda se ha convertido en reina, y Link es el jefe de la Guardia Real y los Caballeros de Hyrule. Este éxito es agridulce, ya que sus deberes los mantienen separados, a pesar de que una vez estuvieron tan cerca, compartieron una aventura e incluso se unieron en sueños.

### Manga
Las historias de varios juegos de Zelda también se han convertido al formato manga en Japón; Estas publicaciones amplían en gran medida partes de la historia de fondo de cada juego.